# Parigi-Camembert 2017
La Parigi-Camembert 2017, settantottesima edizione della corsa, valevole come evento dell'UCI Europe Tour 2017 e come quinta prova della Coppa di Francia categoria 1.1, si svolse l'11 aprile 2017 su un percorso di 200 km, con partenza da Pont-Audemer e arrivo a Livarot, in Francia. La vittoria fu appannaggio del francese Nacer Bouhanni, che completò il percorso in 4h43'46", alla media di 42,288 km/h, precedendo i connazionali Samuel Dumoulin e Kévin Réza.
Sul traguardo di Livarot 66 ciclisti, su 109 partiti da Pont-Audemer, portarono a termine la competizione.

## Squadre e corridori partecipanti
| N.    | Cod. | Squadra                      |
| ----- | ---- | ---------------------------- |
| 1-7   | ALM  | AG2R La Mondiale             |
| 11-17 | DMP  | Delko-Marseille Provence-KTM |
| 21-27 | COF  | Cofidis                      |
| 31-37 | CCD  | Team Differdange–Losch       |
| 41-47 | ANS  | Androni-Sidermec-Bottecchia  |
| 51-57 | ADT  | Armée de Terre               |
| 61-67 | WGG  | Wanty-Groupe Gobert          |
| 71-77 | AUB  | HP BTP-Auber 93              |

| N.      | Cod. | Squadra                       |
| ------- | ---- | ----------------------------- |
| 81-87   | FDJ  | FDJ                           |
| 91-97   | SVB  | Sport Vlaanderen-Baloise      |
| 101-107 | EUS  | Euskadi Basque Country-Murias |
| 111-117 | DSU  | Development Team Sunweb       |
| 121-127 | TJI  | Joker Icopal                  |
| 131-137 | RLM  | Roubaix-Lille Métropole       |
| 141-147 | FVC  | Fortuneo-Vital Concept        |
| 151-157 | DEN  | Direct Énergie                |

## Ordine d'arrivo (Top 10)
| Pos. | Corridore       | Squadra    | Tempo    |
| ---- | --------------- | ---------- | -------- |
| 1    | Nacer Bouhanni  | Cofidis    | 4h43'46" |
| 2    | Samuel Dumoulin | AG2R       | s.t.     |
| 3    | Kévin Réza      | FDJ        | s.t.     |
| 4    | Armindo Fonseca | Fortuneo   | s.t.     |
| 5    | Romain Combaud  | Delko-Mar. | s.t.     |
| 6    | Jérémy Leveau   | Roubaix    | s.t.     |
| 7    | Laurent Pichon  | Fortuneo   | s.t.     |
| 8    | Damien Touzé    | Auber 93   | s.t.     |
| 9    | Kévin Le Cunff  | Auber 93   | s.t.     |
| 10   | Luca Pacioni    | Androni    | s.t.     |